# Länsväg 240
Länsväg 240 går från Väse via Molkom till Hagfors. Sträckan ligger i Värmland. Längden är 75 km.
Vägen ansluter till:
- E18 vid Väse.
- Riksväg 63 i Molkom.
- Länsväg 246 nära Hagfors.
- Den slutar runt 4 km från riksväg 62.